# 요한 하인즈
요한 아담 하인즈(Johan Adam Heyns, 1928년 5월 27일 ~ 1994년 1월 5일)는 남아프리카 공화국의 칼빈주의 신학자이자 프리토리아 대학교의 조직신학 교수였다.
네덜란드 개혁교회(Nederduits Gereformeerde Kerk, NGK) 총회의 총무였다. 그는 인종 차별정책인 아파르트헤이트 정책에 반대하였기에 자신의 저택에서 암살되었다.   그는 포체스트롬 대학교(지금의 노스 웨스트 대학교)를 졸업하고 프리토리아 대학교에서 신학수업을 한후에 네덜란드 암스테르담 자유 대학교에서 유명한 베르까우어 밑에서 "양태론적 삼위일체의 기초"(The Basis of the Modalistic Trinity View)라는 제목으로 박사학위를 받고 귀국하여 포체스트롬 대학교의 자신의 친구이자 유명한 칼빈주의 사상가이며 교수인 스토커 박사(Hendrik G. Stoker)에게서 "철학적-인류학적 관점에서 본 카를 바르트 신학적 인간론"(The Theological Anthropology of Karl Barth from a Philosophical-Anthropological Orientation)으로 Ph.D.를 또 받았다. 디르크 볼렌호븐 박사로부터 기독교 철학을, 그리고 카를 바르트와 에밀 브루너로부터 신 정통주의 신학의 영향을 받았다. 스텔렌보스 대학교에서 강의를 했으며 프리토리아 대학교에서 조직신학 교수를 오랫동안 하였다. 프리토리아 대학교를 은퇴하였고 조직신학 분야에서 그의 후계자는 콘라드 베스마르였다.

하인즈 교수, 그의 연구실

## 같이 보기
- 아파르트헤이트
- 콘라드 베스마르